# Mister Monde 1996
Mister Monde 1996 fut le premier concours mondial de beauté masculine Mister Monde. L’élection se déroula en septembre 1996 à Istanbul (Turquie). Ce tout premier titre a été remporté par le Belge Sandro Finoglio, parmi les 50 participants.

## Résultats

### Classement
| Place             | Candidats |
| ----------------- | --- |
| Mister Monde 1996 | - Belgique - Tom Nuyens |
| 1er dauphin       | - Mexique - Gabriel Soto Borja-Díaz |
| 2d dauphin        | - Turquie - Karahan Çantay |
| Finalistes        | - Jamaïque - Richard Nevers - Porto Rico - Eliseo Paulo Cortés Meléndez                                                                                 |
| Demi-finalistes   | - Aruba - Anthony Andrew Martinez - Indonésie - Dean Arthur Lim - Suède - Tage Johan Jelse - Thaïlande - Charles Derek Adams - Royaume-Uni - Simon Peat |

### Récompense spéciale
- Mister Personnalité :  Botswana - Felix Chavaphi

## Participants

### Afrique
- Afrique du Sud -  Charl Hector Coode
- Botswana - Felix Chavaphi
- Swaziland - Thulani Emmanuel Matsebula

### Amériques et Antilles
- Argentine - Raúl Orlando Proietto
- Aruba - Anthony Andrew Martinez
- Bolivie - Marcelo Mauricio Ostria Borda
- Brésil - Thierre Di Castro Garrito
- Canada - Jimmy Rai
- Colombie - Franz Serrano
- République dominicaine -  Juan Salvador Vidal Gil
- États-Unis - Daniel Lujan
- Jamaïque - Richard Nevers
- Mexique - Gabriel Soto Borja-Díaz
- Porto Rico - Eliseo Paulo Cortés Meléndez
- Trinité-et-Tobago - Ian Anthony Comissiong
- Venezuela - José Gregorio Faría Ojeda

### Asie
- Indonésie - Dean Arthur Lim
- Israël - Zafrir Ben-Zvi
- Liban - Hadi Esta
- Malaisie - Alvin Low Dai Wen
- Philippines - Christopher Celis
- Singapour - Desmond Kong Hua Ng
- Taïwan - Pin-Chao Kuo
- Thaïlande - Charles Derek Adams
- Turquie - Karahan Çantay

### Europe
- Allemagne - Konrad Meyer
- Autriche - Helmut Strebl
- Belgique - Tom Nuyens
- Bulgarie - Christov Boyko
- Croatie - Ivan Klemencic
- Espagne - José Ramón Gutiérrez Villar
- Estonie - Andrus Raissar
- France - Laurent Piranian
- Grèce -  Harry Kinatzi
- Hongrie - Zsolt Cseke
- Irlande - Thomas Daniel Plewman
- Italie - Angelo D’Amelio
- Lettonie - Vilnis Solovjovs
- Macédoine - Gazmend Berisa
- Norvège - Otto Thorbjornsen
- Pays-Bas -  Joost Ammerlaan
- Pologne - Mariusz Trzcinski
- Royaume-Uni - Simon Peat
- Russie - Oleg Sukochenko
- Slovaquie - Richard Ondrias
- Slovénie - Marko Vranicar
- Suède - Tage Johan Jelse
- Ukraine - Nickolay Bezrodniy
- RF Yougoslavie - Slobadan Klinac

### Océanie
- Australie -  Arlington Brendan Leigh